# 乔耶
乔耶（Joya），是印度北方邦Jyotiba Phule Nagar县的一个城镇。总人口13340（2001年）。

## 人口
该地2001年总人口13340人，其中男性7051人，女性6289人；0—6岁人口2760人，其中男1484人，女1276人；识字率45.44%，其中男性为56.02%，女性为33.58%。